# مزوهدیش
مزوهِدیِش (به مجاری:  Mezőhegyes) یک منطقهٔ مسکونی در مجارستان است که در ناحیه  مزوکواچ‌هازا واقع شده و ۱۵۵٫۵ کیلومتر مربع مساحت و ۴٬۹۹۴ نفر جمعیت دارد.

## خواهرخوانده
شهرهای موردانو، سن جیورجیو دی نوگارو و تورکوه خواهرخوانده‌های مزوهدیش هستند.